# Superliga 2015-2016 (Slovacchia)
La Superliga 2015-2016 (chiamata anche Fortuna Liga 2015-2016 per motivi di sponsorizzazione) è stata la ventitreesima edizione del campionato slovacco di calcio. La stagione è iniziata il 18 luglio 2015 e si è conclusa il 20 maggio 2016. L'AS Trenčín ha vinto il campionato per il secondo anno consecutivo.

## Stagione

### Novità
Il Dukla Banská Bystrica è stato retrocesso dopo essersi classificato all'ultimo posto nella stagione precedente: al suo posto è stato promosso lo Zemplín Michalovce, vincitore della seconda divisione. Fa inoltre la sua prima apparizione in Superliga lo Skalica, arrivato secondo e ripescato al posto del Košice che non ha ottenuto la licenza.

### Regolamento
Le 12 squadre si affrontano in gironi di andata-ritorno-andata, per un totale di 33 giornate.

La squadra campione di Slovacchia si qualificherà per il secondo turno di qualificazione della UEFA Champions League 2016-2017.

La seconda e la terza classificata si qualificheranno per il primo turno della UEFA Europa League 2016-2017.

L'ultima classificata retrocederà direttamente in 1. Slovenská Futbalová Liga.

## Squadre partecipanti
| Club                | Città           | Stadio                     | Posizione 2014-2015                     |
| ------------------- | --------------- | -------------------------- | --------------------------------------- |
| AS Trenčín          | Trenčín         | Štadión na Sihoti          | Campione di Slovacchia                  |
| DAC Dunajská Streda | Dunajská Streda | DAC Štadión                | 8º posto in Superliga                   |
| Podbrezová          | Podbrezová      | Štadión MŠK Brezno         | 11º posto in Superliga                  |
| Ružomberok          | Ružomberok      | Štadión MFK Ružomberok     | 7º posto in Superliga                   |
| Senica              | Senica          | Štadión FK Senica          | 5º posto in Superliga                   |
| Skalica             | Skalica         | Stadion Skalica            | 2º posto in 1. Slovenská Futbalová Liga |
| Slovan Bratislava   | Bratislava      | Stadio Pasienky            | 3º posto in Superliga                   |
| Spartak Myjava      | Myjava          | Futbalový Štadión Myjava   | 9º posto in Superliga                   |
| Spartak Trnava      | Trnava          | Stadio Antona Malatinského | 4º posto in Superliga                   |
| ViOn Z.M.           | Zlaté Moravce   | Štadión FC ViOn            | 10º posto in Superliga                  |
| Žilina              | Žilina          | Štadión pod Dubňom         | 2º posto in Superliga                   |
| Zemplín Michalovce  | Michalovce      | Zemplin Stadium            | 1º posto in 1. Slovenská Futbalová Liga |

## Classifica finale
|                       | Pos. | Squadra             | Pt | G  | V  | N  | P  | GF | GS | DR  |
| --------------------- | ---- | ------------------- | -- | -- | -- | -- | -- | -- | -- | --- |
| Slovacchia (bandiera) | 1.   | AS Trenčín          | 81 | 33 | 25 | 3  | 4  | 73 | 28 | +45 |
|                       | 2.   | Slovan Bratislava   | 69 | 33 | 20 | 9  | 4  | 50 | 25 | +25 |
|                       | 3.   | Spartak Myjava      | 60 | 33 | 18 | 6  | 9  | 41 | 33 | +8  |
|                       | 4.   | Spartak Trnava      | 54 | 33 | 16 | 7  | 10 | 49 | 41 | +8  |
|                       | 5.   | Žilina              | 48 | 33 | 14 | 6  | 13 | 58 | 46 | +12 |
|                       | 6.   | Ružomberok          | 45 | 33 | 12 | 9  | 12 | 42 | 41 | +1  |
|                       | 7.   | DAC Dunajská Streda | 43 | 33 | 12 | 7  | 14 | 38 | 42 | -4  |
|                       | 8.   | Podbrezová          | 37 | 33 | 10 | 7  | 16 | 43 | 46 | -3  |
|                       | 9.   | ViOn Z.M.           | 31 | 33 | 7  | 10 | 16 | 38 | 57 | -19 |
|                       | 10.  | Senica              | 30 | 33 | 7  | 9  | 17 | 30 | 48 | -18 |
|                       | 11.  | Zemplín Michalovce  | 29 | 33 | 7  | 8  | 18 | 32 | 55 | -23 |
|                       | 12.  | Skalica             | 24 | 33 | 6  | 6  | 21 | 30 | 62 | -32 |

Legenda:

      Campione di Slovacchia e ammessa alla UEFA Champions League 2016-2017
      Ammesse alla UEFA Europa League 2016-2017
      Retrocesse in 2. Slovenská Futbalová Liga 2016-2017

## Statistiche

### Classifica marcatori
| Gol |  |  | Giocatore        | Squadra             |
| --- |  |  | ---------------- | ------------------- |
| 17  |  |  | Gino van Kessel  | AS Trenčín          |
| 15  |  |  | Matúš Bero       | AS Trenčín          |
| 15  |  |  | David Depetris   | Spartak Trnava      |
| 11  |  |  | Tamás Priskin    | Slovan Bratislava   |
| 11  |  |  | Peter Sládek     | Spartak Myjava      |
| 11  |  |  | Léandre Tawamba  | ViOn Z.M.           |
| 10  |  |  | Miloš Lačný      | Ružomberok          |
| 10  |  |  | Erik Pačinda     | DAC Dunajská Streda |
| 10  |  |  | Róbert Vittek    | Slovan Bratislava   |
| 9   |  |  | Jhonnes          | ViOn Z.M.           |
| 9   |  |  | Ákos Szarka      | DAC Dunajská Streda |
| 8   |  |  | Nermin Haskić    | Žilina              |
| 8   |  |  | Ivan Schranz     | Spartak Trnava      |
| 7   |  |  | Dominik Kunca    | Zemplín Michalovce  |
| 7   |  |  | Martin Mikovič   | Spartak Trnava      |
| 7   |  |  | Marko Milinković | Slovan Bratislava   |

## Verdetti finali
- AS Trenčín campione di Slovacchia e ammesso alla UEFA Champions League 2016-2017.
- Slovan Bratislava, Spartak Myjava e Spartak Trnava ammessi alla UEFA Europa League 2016-2017.
- Skalica retrocesso in 1. Slovenská Futbalová Liga.